# Hans Zander (Schauspieler)

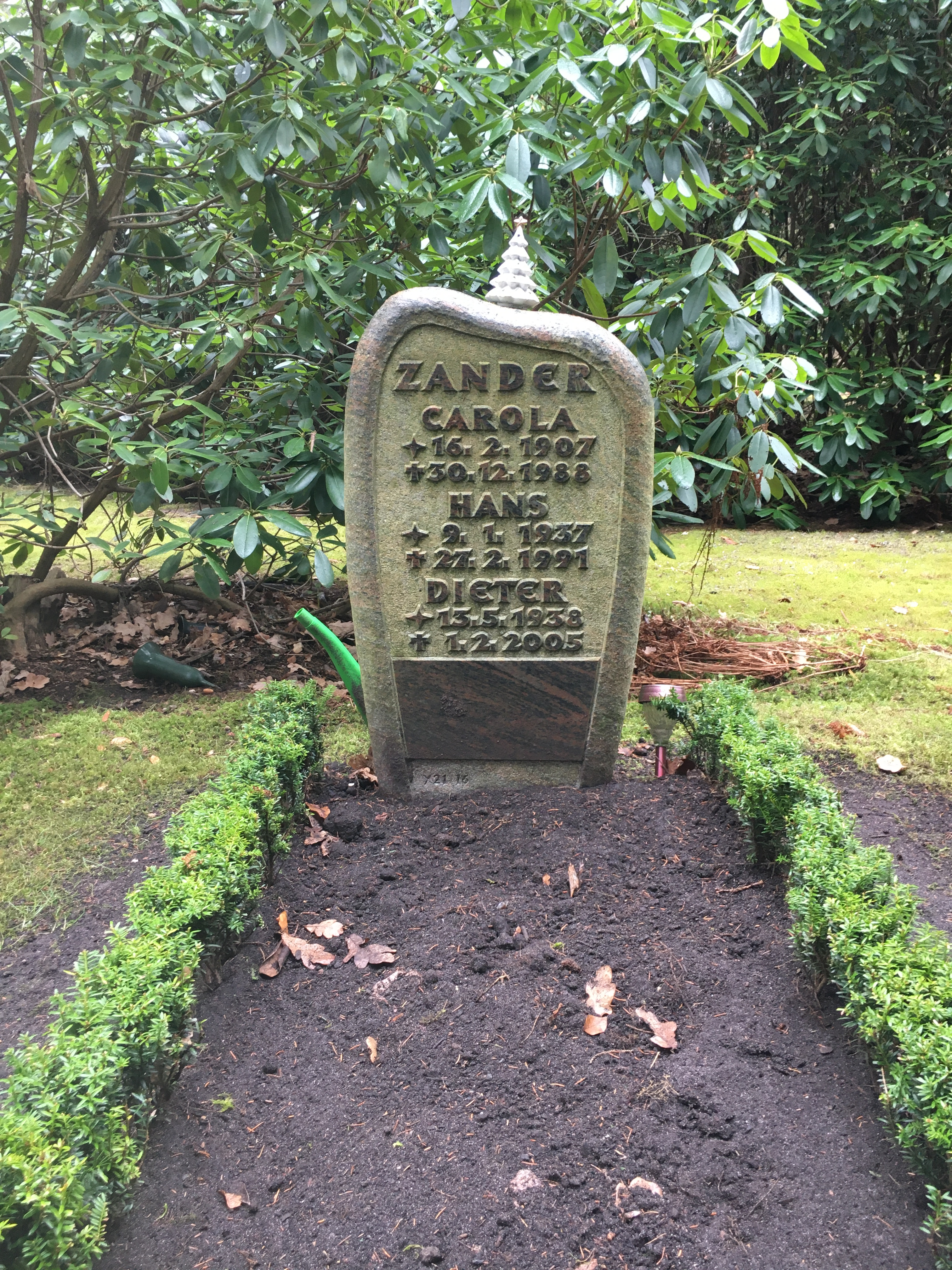
Grabstätte auf dem Friedhof Ohlsdorf

Hans Zander (* 9. Januar 1937 in Hamburg; † 27. Februar 1991 in München) war ein deutscher Schauspieler und Theaterleiter.

## Leben
Er nahm nach seiner Schulzeit Schauspielunterricht an der Staatlichen Hochschule für Musik und Darstellende Kunst Hamburg bei Eduard Marks und privat bei Wolfried Lier. Danach folgte sein Debüt am Deutschen Schauspielhaus.
Engagements führten ihn nach München an das Bayerische Staatsschauspiel sowie an die dortige Kleine Komödie und das T(h)eater in der Briennerstraße. Er spielte auch in Berlin und auf Tournee. Ab 1957 übernahm er zahlreiche Rollen beim Film und Fernsehen. Seit 1983 leitete er das Münchner Boulevardtheater im Künstlerhaus am Lenbachplatz. Zander erlag einem Krebsleiden und wurde in seiner Geburtsstadt auf dem Friedhof Ohlsdorf im Planquadrat Y 21 beigesetzt.

## Filmografie
- 1957: Immer wenn der Tag beginnt
- 1958: Der Pauker
- 1959: Hula-Hopp, Conny
- 1960: Es geschah an der Grenze
- 1960: Am grünen Strand der Spree (Serie)
- 1960: Eine Frau fürs ganze Leben
- 1960: Der Gauner und der liebe Gott
- 1961: Eine hübscher als die andere
- 1961: Immer wenn es Nacht wird
- 1962: Kleine Geschäfte
- 1962: Der Pastor mit der Jazztrompete
- 1963: Funkstreife Isar 12 – Besuch aus Hamburg (Serie)
- 1964: Nach Ladenschluß
- 1965: Onkelchens Traum
- 1965: Nicht versöhnt oder Es hilft nur Gewalt wo Gewalt herrscht
- 1965: Das Kriminalmuseum – Der Ring (Serie)
- 1965: Der Diplomat auf Eis
- 1966: Junggesellenabschied
- 1966: Das ganz große Ding
- 1966: Üb immer Treu nach Möglichkeit (Serie, eine Folge)
- 1966: In Frankfurt sind die Nächte heiß
- 1967: Der Röhm-Putsch
- 1967: Die seltsamen Methoden des Franz Josef Wanninger (Serie)
- 1967: Ein Genie wird verkannt
- 1968: Meinungsverschiedenheiten
- 1968: Carl Schurz
- 1968: Schloß in den Wolken
- 1969: Ein Dorf ohne Männer
- 1969: Pudelnackt in Oberbayern
- 1972: Was wissen Sie von Titipu?
- 1972: Einmal im Leben – Geschichte eines Eigenheims
- 1972: Das Kurheim
- 1972: Friß, Pappi, friß!
- 1972: Mädchen, die nach München kommen
- 1974: Wachtmeister Rahn
- 1974: Der Kommissar (Serie, eine Folge)
- 1975: Mordkommission (Serie, eine Folge)
- 1975: Faustrecht der Freiheit
- 1975: Bitte keine Polizei – Honig und Pfeffer
- 1976: Das Fräulein von Scuderi
- 1977: Tatort – Das Mädchen am Klavier
- 1978: Despair – Eine Reise ins Licht (nicht veröffentlichte Szenen)
- 1978–1989: Derrick (Serie, sieben Folgen)
- 1978–1991: Der Alte (Serie, fünf Folgen)
- 1979: Parzival
- 1980: Polizeiinspektion 1 (Serie, eine Folge)
- 1980: Jan vom goldenen Stern
- 1980: Alfred Döblin: Ein Epilog (Serie)
- 1980: Berlin Alexanderplatz (Serie)
- 1982: Die Krimistunde (Fernsehserie, Folge 1, Episode: „Unter Zeugen“)
- 1983: Nie wieder Mary (Mary, Mary)
- 1983: Die Insel der blutigen Plantage
- 1983: Tatort – Roulette mit 6 Kugeln
- 1983: Der Trotzkopf (Mehrteiler)
- 1984: Tatort – Rechnung ohne Wirt
- 1985: Hans – Ein Junge in Deutschland
- 1985: Gambit
- 1988: The Contract
- 1988, 1991: Der Fahnder (Serie, zwei Folgen)
- 1989: Brausepulver – Berta und die Stürmer
- 1989: Der Leibwächter
- 1989: Tatort – Blutspur
- 1990: Abenteuer Airport (Serie)
- 1991: Leo und Charlotte (Serie)